# Krasnye Krylya Samara
Maillots
BC Krasnye Krylya Samara (russe : Красные Крылья Самара) est un club russe de basket-ball basé à Samara. Le club est actif entre 2009 et 2015.
Le club a débuté en 2009-2010 la Superligue de Russie en remplacement du club en faillite CSK VVS Samara de la même ville.

## Palmarès

### National
- Vainqueur de la Coupe de Russie en 2012 et 2013.

### International
- Finaliste de l'EuroChallenge en 2010 (défaite 83-75 face à BG 74 Göttingen) à Göttingen.
- Vainqueur de l'EuroChallenge en 2013 à Izmir.

## Joueurs et personnalités du club

### Entraîneurs
- 2009-2010 ?
- Mikhaïl Mikhaïlov
- Stanislav Eremin 2010-2011
- Sergueï Bazarevitch 2011-2014
- Boris Sokolovsky 2014-2015

### Joueurs emblématiques
- Luis Flores
- Evgeny Voronov
- Anton Ponkrachov
- Michał Ignerski
- Brion Rush
- Gerald Green
- Demetris Nichols
- Omar Thomas
- Chester Simmons